# Eucosma sollennis
Eucosma sollennis is een vlinder uit de familie van de bladrollers (Tortricidae).. De wetenschappelijke naam voor deze soort werd in 1913 gepubliceerd door Edward Meyrick.
De soort komt voor in tropisch Afrika.